# Стари надгробни споменици у Сврачковцима
Стари надгробни споменици у Сврачковцима (Општина Горњи Милановац) представљају типолошки разноврсну споменичку целину и важан извор података за проучавање генезе становништва овог села.

## Сврачковци
Атар села Сврачковци простире се на јужним падинама и подгорини планине Рудник. Село је брдско-планинског типа, осим мањег равничарског дела поред реке реке Деспотовице. Атар се граничи са селима Неваде, Горња Врбава, Горња Црнућа и Мајдан (Горњи Милановац). Село је разбијеног типа, са већим бројем засеока.  Сврачковци својим најнижим делом, куда води деоница Ибарске магистрале, гравитирају ка градском подручју.
У средњем веку овуда је пролазио пут Рудник. У турским дефтерима насеље се помиње под различитим именима. Сеоска слава је Бели чевртак.

### Сеоско гробље
Сачуван је знатан број типолошки разноврсних старих надгробника. На великом броју споменика приказане су стојеће фигуре покојника, преко којих је могуће извршити социјалну и економску анализу села 19. века и пратити генезу народне ношње.